# 還付
| ウィキペディアには「還付」という見出しの百科事典記事はありません（タイトルに「還付」を含むページの一覧/「還付」で始まるページの一覧）。 代わりにウィクショナリーのページ「還付」が役に立つかもしれません。 |